# Avanza País (Paraguay)
Avanza País es una alianza política de centroizquierda en Paraguay.

## Historia
La alianza se formó en miras para las elecciones generales de Paraguay de 2013 como una escisión del Frente Guasú, y al momento de su formación estaba integrada por el Partido Revolucionario Febrerista (PRF), el Partido Demócrata Cristiano (PDC), el Partido del Movimiento al Socialismo (P-MAS), el Movimiento 20 de Abril (M-20A), el Partido Paraguay Tekopyahu (PPT) y la Unidad Democrática para la Victoria. Fue reconocida legalmente el 25 de noviembre de 2012.
En dichas elecciones presentó al presentador de televisión Mario Ferreiro como su candidato a la presidencia, quedando Ferreiro en tercer lugar. La alianza obtuvo dos escaños en la Cámara de Diputados y dos en el Senado.
Para las elecciones generales de Paraguay de 2018, estaba integrada por el PRF, el P-MAS, el PPT y el Movimiento Paraguay Posible (MPP). Para dichas elecciones, presentaron a Guillermo Ferreiro como candidato a vicepresidente para conformar una chapa con quien se alzare con la nominación presidencial en el Partido Liberal Radical Auténtico (PLRA), luego de que Mario Ferreiro, quien para entonces era intendente de Asunción, «cerrara toda posibilidad de acompañar nuestra chapa». Sin embargo, el P-MAS respondió emitiendo un comunicado rechazando la designación de Guillermo Ferreiro. Finalmente, el candidato presidencial del PLRA en esas elecciones, Efraín Alegre, conformó chapa en su lugar con Leo Rubin del Partido Popular Tekojoja, de la alianza Frente Guasú.

## Resultados electorales
| Elección | Elección            | Votos   | %    | Escaños |
| -------- | ------------------- | ------- | ---- | ------- |
| 2013     | Cámara de Diputados | 84 826  | 3.78 | 2/80    |
| 2013     | Senado              | 117 056 | 5.21 | 2/45    |